# 义务兵

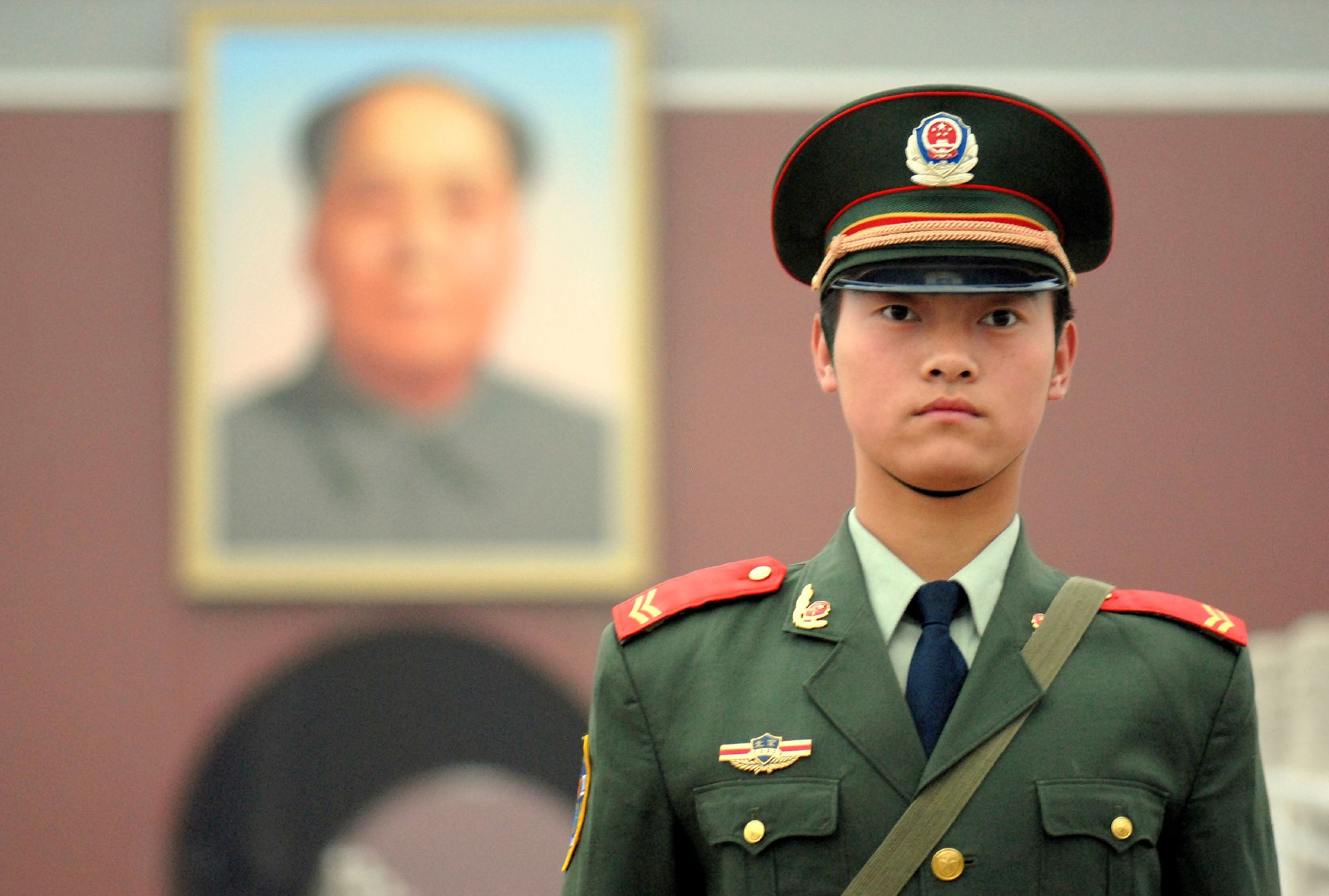
武警與解放軍的制度类似，图中爲武警上等兵，屬於義務兵。

义务兵，是新战士进入中国人民解放军后的第一个服役阶段，为期两年。義務一詞並不表示為徵兵制，目前現行還是自願入伍募兵制，但此一兩年階段還是被稱為义务兵，預留必要時採取徵兵制的可能。
第一年为列兵，第二年为上等兵。在两年义务兵服役期完成后，军队会根据需要及战士个人意愿予以区分，大部分会退伍转入预备役，一部分会继续服役进阶为一级士官。也有少数特殊情况，如参军期间报考军校、因疾病或其他原因未完成两年服役期而提前退伍等。

## 參看
- 中國人民解放軍義務兵證